# Exército Popular Sandinista
O Exército Popular Sandinista (em castelhano:  Ejército Popular Sandinista, EPS) foi o exército estabelecido em 1979 pelo novo governo sandinista da Nicarágua para substituir a Guarda Nacional da Nicarágua após a derrubada do ditador Anastasio Somoza Debayle. Formou as forças armadas nicaraguenses de 1979 a 1994 e desempenhou um papel decisivo na guerra contra os chamados Contras de 1980 a 1990. Originalmente reunia as milícias da Frente Sandinista de Libertação Nacional (FSLN) que lutaram na insurreição contra Somoza. No poder, os sandinistas transformariam suas forças guerrilheiras em um exército convencional sob Humberto Ortega, que foi durante todo o período comandante em chefe.
Um projeto, chamado Serviço Militar Patriótico (SMP) foi instituído em 1983. Mais tarde, tornou-se Serviço Militar Obrigatório (SMO). As forças especiais Tropas Pablo Ubeda inicialmente ficaram sob o Ministério do Interior e depois foram criados os Batallones de Lucha Irregular.
Na Nicarágua pós-sandinista, o Exército Popular Sandinista seria reformado no Exército Nacional da Nicarágua e Joaquín Cuadra foi nomeado chefe de gabinete em 1995.